# Luciano Basile
Luciano Basile, all'anagrafe Antoine Lucien Basile (Montréal, 13 dicembre 1959), è un allenatore di hockey su ghiaccio canadese naturalizzato italiano, tecnico della Nazionale di hockey su ghiaccio maschile della Spagna.

## Carriera
Dopo le esperienze in Canada come allenatore di squadre giovanili, Basile è approdato in Europa nel 1990, dove ha allenato per tutta la carriera.
Ha allenato in Italia, sia in seconda serie con Bressanone (1990-1993) e Fiemme (1998-1999) che in massima serie con Varese (1993-1995), Asiago (1995-1996) e Fassa (1999-2001); in Spagna, sia a livello di club, avendo allenato il Majadahonda (1996-1998), che a livello di nazionale, che guida dal 2011 in parallelo con le attività di club; e in Francia, dove ha allenato lungamente il Briançon (2003-2014), vincendo una Ligue Magnus e due edizioni della coppa di Francia, ed il Gap (2014-2019), con due Ligue Magnus vinte.
Dopo una stagione senza squadre di club, Basile è approdato nel maggio del 2020 al Val Pusteria, al posto di Alex Kammerer.
L'esperienza in Alto Adige durò poco più di una stagione: venne esonerato nel novembre del 2021 e il suo posto venne preso dal suo assistente Matej Hocevar.
Tra il 2022 e il 2025 ha guidato l'Under-18 del Budapest Jégkorong Akadémia.
Già nel novembre 2024 venne annunciato che a partire dal successivo 1º luglio 2025 sarebbe diventato head coach e direttore sportivo dei Rapaces de Gap, tornando dunque in Ligue Magnus.
Anche il figlio Luca è un giocatore di hockey su ghiaccio.

## Palmarès
- Campionato francese: 3

Briançon: 2013-2014
Gap: 2014-2015, 2016-2017
- Coupe de France de hockey sur glace: 2

Briançon: 2009-2010, 2012-2013
- Coupe de la Ligue (hockey su ghiaccio): 2

Briançon: 2011-2012
Gap: 2015-2016